# HI-UX
HI-UX(ハイ・ユーエックスもしくはエイチアイ・ユーエックス)は、日立製作所のワークステーションまたはサーバ上で動作するUNIXオペレーティングシステム。

## 概要
動作するマシンの違いにより、いくつかのバージョンが存在する。また日立製作所のスーパーコンピュータであるSR8000に対応した。HI-UX/MPP for SR8000も存在する。
2050シリーズや3050シリーズ、3500シリーズで動作した。 
HI-UXについては、HP-UXをベースに作られているが両OSについてバイナリ面での互換性はない。(ただしその上で動作する日立製作所製オープンミドルウェアについては互換性が比較的高い)
当初はHウィンドウと呼ばれる独自マルチウィンドウシステムが用意された。その後X Window Systemを選択できるようになり、やがてそちらへ完全移行した。
| スタブアイコン | サブスタブ | この項目は、まだ閲覧者の調べものの参照としては役立たない、コンピュータに関連した書きかけの項目です。この項目を加筆・訂正などしてくださる協力者を求めています（P:コンピュータ）。 |